# Ido Kozikaro

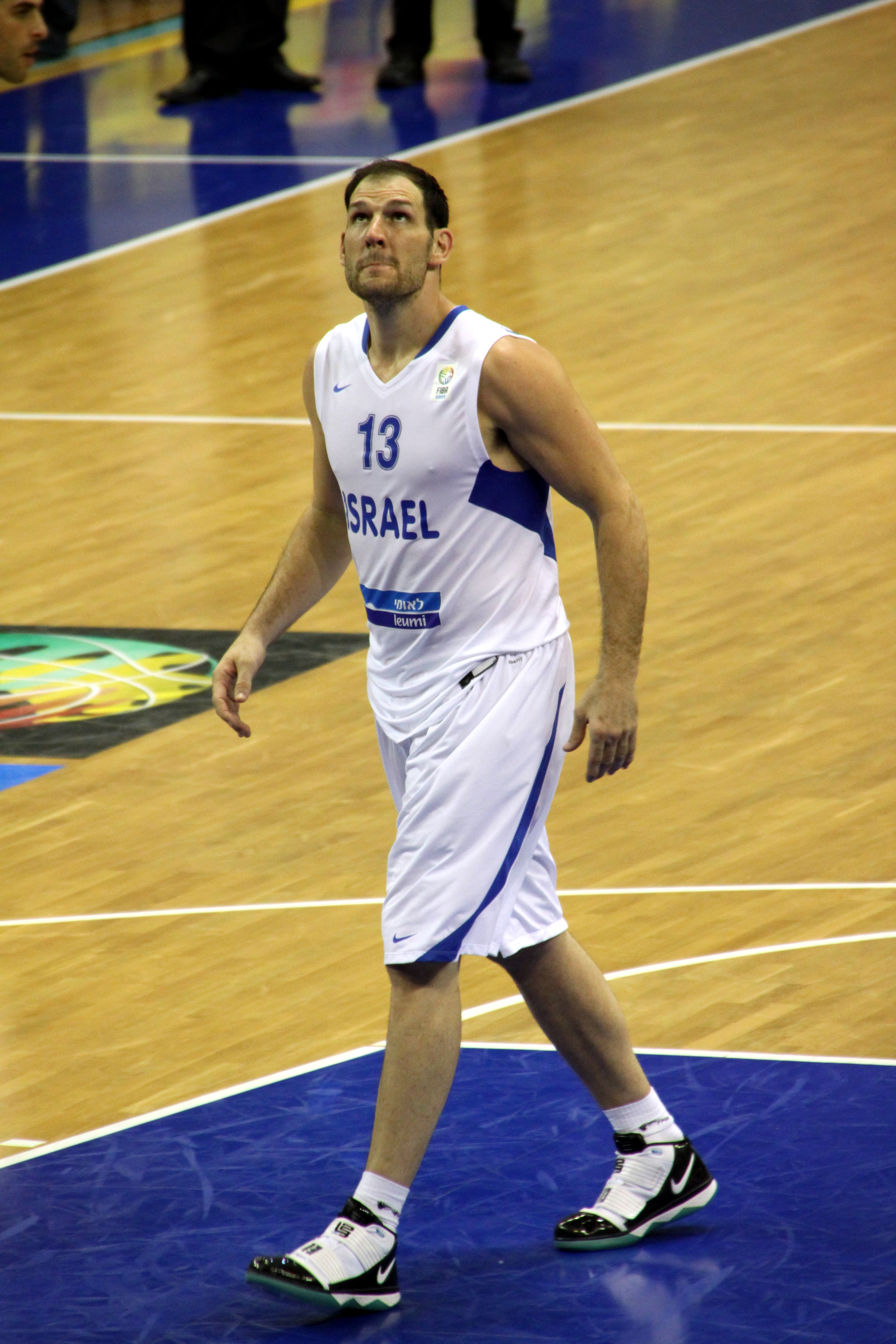
Ido Kozikaro

Ido Kozikaro (* 8. Januar 1978 in Zefat, Israel) ist ein israelischer Basketballspieler. Er ist 2,02 m groß und spielt auf der Spielerposition des Centers.

## Spielerlaufbahn
Ido Kozikaro begann beim israelischen Basketballverein von Hapoel Galil Elyon, welcher in der israelischen Basketball-Liga Ligat ha’Al an der Basketballmeisterschaft teilnimmt, seine Basketballprofikarriere. Er spielte bei Hapoel Galil Elyon bis in das Jahr 2003 und wechselte zum Ligakonkurrenten Hapoel Jerusalem.
2005 wechselte Ido Kozikaro kurzfristig zum französischen Basketballverein Le Mans Sarthe Basket und spielte fortan in der französischen Ligue Nationale de Basket. Im gleichen Jahr erfolgt die Rückkehr zu Hapoel Jerusalem. Kozikaro wurde im Jahre 2006 vom israelischen Basketballverein Ironi Nahariya verpflichtet. Seit 2008 spielt Ido Kozikaro bei Maccabi Haifa Heat.
Kozikaro bestritt bereits für die D1-Auswahl Israels internationale Spiele. Er ist im Spielerkader der A-Auswahl seines Landes, der israelischen Basketballnationalmannschaft.